# Antun Padovanski
Sveti Antun (Anton, Ante, Anto) Padovanski (port. António/Antônio de Pádua, tal. Antonio di/da Padova, lat. Antonius Patavinus), rođen kao Fernando Martins de Bulhões (Lisabon, 15. kolovoza 1195. – Arcella kod Padove, 13. lipnja 1231.), u Portugalu poznat i kao Antun Lisabonski (port. Santo Antonio de Lisboa, lat. Antonius Olisiponensis), bio je portugalski katolički svećenik, franjevac, crkveni naučitelj i svetac. Jedan je od najpopularnijih svetaca u pučkoj pobožnosti Katoličke Crkve. Poznat je pod nadimkom „svetac svega svijeta”. Spomendan mu je 13. lipnja - Antunovo.
Bio je kanonik i augustinac u Coimbri. Ulaskom u franjevački red odlazi na misijski pohod u Maroko, nakon čijega neuspjeha djeluje u sjevernoj Italiji i Francuskoj kao propovjednik i profesor teologije na sveučilištima u Bologni, Montpellieru, Toulouseu, Padovi i inima. Umro je na glasu svetosti, a tijelo mu je ostalo neraspadnuto. Kanoniziran je manje od godinu dana nakon smrti, što je najkraća kanonizacija u povijesti Crkve. Papa Pio XII. proglasio ga je 1946. crkvenim naučiteljem.

## Životopis

### Rani život
Rođen je 1195. godine u Lisabonu, glavnom gradu Portugala. Krsno mu je ime bilo Fernando Martins de Bulhões ili Fernando Martim de Bulhões e Taveira Azevedo (ovisno o izvorima). Ostavivši svijet i stupivši u red sv. Franje, dobio je ime Antun (Antonio), a jer je umro u talijanskom gradu Padovi i tu počivaju njegovi ostatci, dobio je naslov Padovanski. 
Njegovi roditelji, otac Martin i majka Marija, bili su plemićkog roda. Odgajali su Ferdinanda u katoličkoj vjeri. Mladi Ferdinand u ranoj svojoj mladosti učio se znanju i pobožnom životu u svećenika stolne lisabonske crkve. Već u petnaestoj godini odlučio je posvetiti se Bogu pa stupa u samostan augustinaca kraj Lisabona. Budući da radi čestih posjeta rodbine nije mogao naći željeni mir, na njegovu molbu premješten je u Coimbru, u samostan sv. Križa istih redovnika. Proučavao je Sveto Pismo i spise Crkvenih otaca, uz usrdnu molitvu i samozataju. Nakon osam godina svojega boravka u Coimbri zaređen je za svećenika.

### Redovništvo
Portugalski infant Don Pedro donio je u Coimbru posmrtne ostatke petorice franjevačkih misionara, sv. Bernarda i njegovih drugova, koji su početkom godine 1220. poginuli mučeničkom smrću u Maroku. Ugledavši njihove relikvije Ferdinand je odlučio postati redovnikom sv. Franje, sa željom podnošenja mučeničke smrti za vjeru. Već u ljetu 1220. godine stupio je u samostan Manje braće u Olivares kod Coimbre. Iz poštovanja spram sv. Antunu pustinjaku, komu je tamošnja kapelica bila posvećena, uzeo je ime Antun. Tamo je počeo svoj novicijat. Kako si je uzeo za uzor sv. Antuna pustinjaka, obavljao je uz svoje molitve i pokornička djela.
Kako ga nije napuštala želja za misijima, tako je klečeći molio svoje glavare, neka ga puste k Maurima u sjevernu Afriku, da im pripovijeda. U prosincu 1220. god. dobije dozvolu od svoga provincijala. Ubrzo nako što je stao na afričku obalu i počeo propovijedati, obolio je te je morao natrag u Španjolsku.

### Odlazak u Italiju
Lađu, na kojoj je htio natrag, odnesoše vjetrovi drugim putem te lađa stade na sicilijanskoj obali kod grada Mesine. Groznica kroz četiri mjeseca i silni napori na uzburkanom moru posvema oslabiše sv. Antuna, ali po malo se oporavljao kod svoje braće; osobito ga veselila nada, da će oko Duhova 1221. god. vidjeti svog duhovnog oca sv. Franju u Assisu, kamo je ovaj svetac sazvao skupštinu svojih sinova franjevaca. Iza Uskrsa krenuo je sv. Antun na put iz Mesine u Assis.
Tom zgodom puno je razgovarao sa sv. Franjom. Ovi razgovori napuniše ga utjehom i pouzdanjem; osobito ga se dojmila jednostavnost i usrdna ljubav spram Boga u sv. Franje. S toga odluči ostati u Italiji i ne vraćati se u Španjolsku. Radi dugotrajne bolesti i naporna puta izgledao je veoma slabo; na skupštini ničim nije pokazao svoje naobrazbe; tako su ga držali i boležljivim i neukim. Zaludu je molio razne glavare samostana, neka ga prime makar na najniže poslove. Napokon se sažali brat Gracijan, provincijal u Romagni, te pristupi sv. Antunu i zapita ga, je li svećenik. Svetac odvrati da jest; na to ga uze k sebi i postavi u samostan Montepaolo, neka ondje šestorici braće laika čita sv. misu. Tu je ostao devet mjeseci u strogoj pokori, a vazda je krio i svoje znanje i Božja nadahnuća.
U to se sastadoše franjevci sa sličnim mladim redovnicima dominikancima u samostanu Forli blizu Montepaolo. Gvardijan naredi sv. Antunu, neka otvori govorom skupštinu. On ponizno posluša nalog, uspe se i govori tako rječito i učeno, da se svi zadiviše. Bio je tu i provincijal, pa kad upozna u svecu divne sposobnosti, učenost i poniznost, imenuje ga propovjednikom u Romagni. Dočuo to i sv. Franjo radovao se i počeo cijeniti sv. Antuna tako, te mu dao punomoć, da po čitavoj Italiji propovijeda. A i bio je sv. Antun stvoren za propovjednika. Uz dostojanstvenu i ugodnu vanjštinu, uz jak i mio glas dao mu Bog izvrsnu pamet; naukom i molitvom tako je bio prodro u sv. Pismo, da je pravi smisao sv. knjiga lako i snažno razvijao. Samim svojim životom živio je Evanđelje.
U ono doba širila se krivovjerno manihejstvo pod raznim imenima Valdenga, Albigenza, Patarena, Katara. Svetu i oduševljenu riječ svetog Antuna pratio je Gospodin izvanrednim znakovima, rijetkim čudesima. Sjeverna Italija i južna Francuska bile su polje djelovanja svečeva. Na tisuće bi se zgrnulo oko njegove propovjedaonice, tako te je često pod vedrim nebom naviještao riječ Božju. Bezbroj ih je obratio što u propovijedi, što u ispovijedaonici, što u razgovoru.
Krajem 1222. god. posla ga sv. Franjo u Verceli, da tamo kod slavnog opata Tome uči mistično bogoslovlje. Iza pet mjeseci pozva ga isti svetac u Bolognu kao učitelja bogoslovije; tako je prvi učitelj bogoslovije iz reda sv. Franje baš sv. Antun. U istoj službi bi poslan 1224. god. u Montpellier. Tu napisa svoje govore o poslanicima 278 na broju. Kasnije je djelovao protiv krivovjeraca u Tulsi, u Puyu kao gvardijan, u Limogesu kao čuvar provincije za južnu Francusku, svuda predavajući bogosloviju i propovijedajući evanđelje.
4. listopada 1226. god. umire sv. Franjo. Na Duhove sljedeće godine bi sazvana opća skupština franjevaca, da izpropaberu vrhovnoga glavara. Na njoj je bio i sv. Antun. Red je tada dobio vrsnoga glavara Ivana Parentija, a sv. Antun u svojoj 32. godini postade provincijalom proširene bolonjske provincije u sjevernoj Italiji; povjerene krajeve revno je obilazio, u njima žarko propovijedao, čuda tvorio i red proširio. Postoji predaja da je Trst i neke druge istarske gradove pohodio sv. Antun Padovanski, koji je 1229. godine kao lombardski provincijal prošao ovuda osnivajući samostane. Predaja kaže da je na putu u Goricu skrenuo u Trst, a možda i u neke druge gradiće na zapadnoj obali Istre.
God. 1230. bi opet sazvana opća skupština svih franjevaca, da se posavjetuju o obavezi nekih pravila reda sv. Franje. Odlučeno je da se pošalje izaslanstvo papi Grguru IX. Papa Grgur IX. odredi tri mjeseca do odluke. Kako je i sv. Antun bio odabran za to izaslanstvo, ostade u Rimu četiri mjeseca.

### Smrt
Mjeseca studenog 1230. god., kada se stvar riješila, vrati se sv. Antun iz Rima s blagoslovom sv. Oca u svoj omiljeni grad Padovu, da nastavi svoj apostolski rad.
Ali već 13. lipnja 1231. svrši on svoj blagoslovni rad. Umire u Arcelli kod Padove u svojoj 36. godini. Braća njegova pokopaše ga na njegovu želju u padovanskoj crkvi svete Marije Veće. Već u svibnju 1232. godine uvrsti ga papa Grgur IX. u Svece. Redovnici sv. Franje odmah počeše pripreme oko gradnje crkve u Padovi na čast sv. Antunu Padovanskom. Crkva se dogradi 1263. godine; u travnju iste godine bude posvećena i u nju moći sv. Antuna prenesene. Ovu je svečanost uzveličao svojom prisutnošću tadanji general reda sv. Bonaventura. Ovaj dade otvoriti lijes sv. Antuna i svi se zadiviše, kada su vidjeli istrulo tijelo samo jezik cijel i rumen, kako je ostao sve do dana današnjega.

### Postumna istraživanja
God. 1981. provedena su znanstvena ispitivanja posmrtnih ostataka u sklopu postupka potvrde njihove autentičnosti, pri čemu su provedena antropometrijska mjerenja, popis kostiju, patološko-anatomska, mikrobiološka i radiološka ispitivanja. Antropometrijom je utvrđeno da je sv. Antun Padovanski bio tamnokos, tamnih obrva, izduženog i uskog lica, upalih očiju, a na temelju dugačkih ruku i visine od oko 170 cm utvrđena je pripadnost atlantomediteranskom tipu osobe. Potvrđena je pripadnost lubanje (pronađene 1330. bez donje čeljusti), donje čeljusti i kosti trupa ostatku kostura i sukladnost njihovih zglobnih površina. Ispitivanjem zubala i drugih organskih sustava utvrđeno je da je preminuo u dobi između 35 i 40 godina, a unatoč tragovima karijesa i pokazateljima mogućeg razvoja temporomandibularne artroze (koja je, zajedno s jakim otiscima žvačnih mišića na čeljusnim kostima medicinska potvrda Antunovih govorničkih sposobnosti), stomatološko-radiološkim ispitivanjima zaključeno je kako je, s obzirom na okolnosti, zubalo u trenutku smrti bilo u izvrsnom stanju. Također, potvrđeni su i zapisi prema kojima je svetac bolovao od hidropsije, pretpostavlja se zbog izgladnjivanja ili neredovite prehrane.

## Čudotvorac

### Razna čuda
Malo je svetaca u katoličkoj Crkvi, po kojima je Bog tvorio tolika i tako izvanredna čuda kao što je tvorio po sv. Antunu i na njegov zagovor.
Sv. Antun proživio je svoju mladost u Portugalu i nije se bavio učenjem jezika. Ipak je u svojim propovijedima tako lijepo govorio talijanski i francuski te se činilo, da je te jezike učio od mladosti. Jedna gospođa jednom je željela slušati propovijedi sv. Antuna, ali joj to nije dozvolio njen suprug. Ona je otišla na gornji kat na prozor i tu je posve jasno čula propovijed, iako je sv. Antun propovijedao cijeli sat daleko. Kad je to kazala svome mužu i on se svojim ušima o tome osvjedočio, obrati se i rado je slušao riječ Božju.
Druga jedna gospođa htjede na svaki način slušati propovijed sv. Antuna i ostavi svoje dijete samo kod kuće. Dijete kao dijete upade u kotao pun vrele vode. Kad se vratila kući nađe dijete u vreloj vodi, gdje se igra. Očito je sam Bog po svome ugodniku očuvao dijete o sigurne smrti.
Opet druga gospođa vrativši se s propovijedi svečeve nađe u kolijevki mrtvo dijete. Odmah otrči k svecu i zavapi za pomoć. Sv. Antun reče joj gospodinove riječi iz sv. Evanđelja: Idi, sin tvoj živi. I doista nađe kod kuće dijete, kako se sa svojim prijateljima igra. Iza jedne propovijedi svetog Antuna tako se pokajao jedan grješnik da je stao glasno plakati. Ode sv. Antunu, da se ispovijedi, ali ne može od suza. Kad to vidje svetac, reče mu, neka ode, napiše svoje grijehe i njemu ih donese. Čim svetac pogleda napisane grijehe, iščeznuše sva slova. Po tom su i on i grješnik upoznali, da su grijesi oprošteni.
Radi silnog svijeta propovijedao jednom sv. Antun pod vedrim nebom, kad se u čas pojave crni oblaci uz grmljavinu i gromove. Slušatelji su gledali kako da izmaknu oluji, a svetac ih sve zaustavi i reče im, neka se ništa ne boje, jer oni neće pokisnuti. I doista cijela okolina bi natopljena jakom kišom, a na slušatelje ne padne ni kap.

### Propovijed ribama
Kako je bilo rečeno u doba sv. Antuna haralo je manihejsko krivovjerje pod raznim imenima, koje je već sv. Augustin sjajno pobijao. U toj nevolji podiže Bog u Crkvi svojoj sv. Franju i sv. Dominika i njihovim redovima jake stupove; oni su krivovjerce snažno pobijali učenošću, propovijedanjem i molitvom. Tu se osobito isticao sv. Antun. Osobito je od toga krivovjerja bio zaražen grad Rimini. Revni biskupi ovoga grada molili su u pape revnih misionara. Kad je u tom poslu tamo prispio sv. Antun, pobojaše se krivovjerci i nagovoriše puk, neka ga ne slušaju. I doista kod propovijedi sv. Antuna nije bilo drugih do nekoliko žena i staraca. Uza sve to svom revnošću je propovijedao naš svetac, tako te kad to začuše odmetnici, odluče da ga pogube. Čuvši za to sv. Antun povuče se u samoću, molio je i postio, ne bi li Bog omekšao srce zavedenog puka. Okrijepljen molitvom i postom ode na obalu, te vikne ribama iz sveg glasa: Dođite, nerazumne ribe, da čujete riječ Gospodina, koji vas je stvorio, na sramotu ljudima, koji zatvaraju uši i srce glasu Božjem i ostaju u bludnji. Mnogo se bilo sabralo i ljudi, što iz radoznalosti, što da se narugaju. A gle! Istom što je svetac progovorio, uzdrma se more i silan broj riba svake vrsti i veličine dopliva k obali i uzdiže po koji put glavu, poreda se mirno u polukrugu sve dalje i dalje, pa pozorno i mirno slušaše riječ sv. Antuna. Svijet je bio kao zapanjen i gledao, što će se sada zbiti. Na to prozbori svetac: Hvalite, ribe, Gospodina, slavite svoga stvoritelja, zahvaljujte mu, što vam je za stan dao neizmjernu vodu s mnogim zakloništima protiv nepogoda, što vam je dao jasnu i prozirnu vodu, da vidite svoje putove te izbjegnete neprijateljima svojim. Taj Bog blagoslovio vas je kod stvorenja i pripravio vam izobilja hrane, nadario vas plodonošću za umnožavanje vašega potomstva. Hvalite Bogu nad tolikim izvrsnostima i slobodi, koju vam je poklonio. Vas je stvoritelj od svakog gospodstva živih, u općem potopu vas je uzdržao na životu. Vašom pomoću je Bog svome proroku Joni dao trodnevni boravak i iscijelio slijepoga Tobiju. Vi ste dale Gospodinu porez za njega i njegove učenike. Vi ste hrana pokornicima, koji se uzdržavaju od mesa. Vašeg mesa htjede Gospodin jesti, da tako neoborivo dokaže istinitost svoje ljudske naravi i svoga uskrsnuća. Da, sam je Gospodin hodao po vašoj vodi povrh vaših glava; on je od ribara učinio svoje apostole i ribare ljudi; s toga vas je toliko ugnao u njihove mreže.

### Čudoviti putovi sv. Antuna
Često puta, pojavio se, sv. Antun na dalekim mjestima tako, da nije ostavio mjesta, na kojem je bio. Mnoge su osobe izjavile, da im je se svetac u snu pojavio i opomenuo ih, neka ispovijede grijehe, za koje je samo Bog znao. Jednom je propovijedao u glavnoj crkvi u Montpelieru i sjeto se, da nije nikoga bio odredio mjesto sebe kod braće, da pjeva svečani gradual. Žalostan radi toga nasloni se glavom na propovjedaonicu i u isti čas bio je među braćom svojom i pjevao. Tako je Bog na sv. Antunu obnovio čudo što se zbilo i sa sv. Ambrozijem. O ovom svecu pripovijeda se, da je jednom kod mise na oltaru u Milanu kao usnuo i u isto doba bio kod sprovoda sv. Martina u Tursu.
Dok je sv. Antun bio u Padovi, okriviše njegova oca Martina radi umorstva, te bi on s cijelom obitelji odveden u tamnicu i stavljen pred sud, a to s toga, jer se u njegovu vrtu našlo jedno mrtvo tijelo, koje su razbojnici tamo bacili. Svetac po objavi Božjoj saznade za pogibelj, u kojoj mu se otac nalazio, te zamoli glavare svoje, da ga puste iz samostana, a anđeo ga odnese u Lisabon. Odmah sutradan ode pred suca i zamoli ga, neka mu oca oslobode, jer nije nipošto kriv za umorstvo. Kad ga sudac ne htjede poslušati, zatraži lješinu ubijenoga. Sluga Božji zapovjedi mrtvome u ime Isusa, neka ustane i pred svima kaže, da nije njegovoj smrti kriv ni otac ni itko iz obitelji očeve. Tada mrtvac ustade i izjavi, da Martin i njegova družina nije ni u čemu skrivila njegovoj smrti. Iza ovih riječi mrtvac opet usne. Tako je sv. Antun povratio dobar glas ocu i obitelji. Na to je sv. Antun ostao jedan dan u Lisabonu i onda ga u noći anđeo opet odnese u Padovu.
Još jednom je naš svetac ovako čudno putovao u Lisabon poradi svoga oca. Kako je ovaj bio poštenjak, vjerovao je svijetu i kroz više godina upravljajući kraljevskim novcem nije tražio svake namire. S toga bi protiv njega podignuta istraga. Budući da nije mogao o svemu položiti točnih računa, bio je u pogibelji, da plati silne svote. Svetac je i ovo saznao po objavljenju Božjem i opet je po anđelu preko noći otišao u Lisabon te kazao, kuda je sve rabio kraljevski novac otac njegov tako točno jasno, te je ovaj bio riješen optužbe. Svetac se opet vrati u istim načinom u svoj samostan.

### Sv. Antun s malim Isusom
Svoju snagu pri obraćanju grješnika crpio je sv. Antun od Boga izvanrednim načinom. Jednoga dana propovijedaše u Camposampieru. Onda ga k sebi pozove jedan građanin i dade mu sobicu na sami, da može mirno razmatrati i znanošću se baviti. Svetac je svu noć probdio u molitvi. Kad je taj građanin obilazio kuću, da razvidi, da li je sve u redu, pogleda iz radoznalosti u sobicu sv. Antuna kroz prozor i vidje ga, kako u rukama drži i grli krasno djetešce. Tu pojavu ne mogaše građanin sebi objasniti. Djetešce se javi sv. Antunu i reče, da je Isus. Iza molitve opazi sv. Antun onog građanina i zabrani mu govoriti o tome, što je vidio i čuo, dokle god on živi. Taj dobri građanin održa svoju riječ i istom iza smrti svečeve razglasi to viđenje maloga Isusa, kako se sad obično i slika sv. Antun.

### Proricanja
Kao gvardijan u samostanu u Puyu susreće nekog bilježnika, poznata kao raskalašena grešnika, skine kapicu pred njim i pokloni mu se s poštovanjem. Bilježnik misleći, da mu se svetac ruga, zaprijeti mu mačem radi uvrede. Svetac odvrati da ga iskreno poštiva, jer će on jednom biti mučenik za vjeru Isusovu, i zamoli ga da ga se sjeti u svojim mukama. Bilježnik se hladno osmjehnu, ali uskoro se ispuni proročanstvo ; jedan biskup zaputi se u Palestinu propovijedati saracenima, a taj se bilježnik u pratnji biskupa tako oduševi u revnosti, da je i sam počeo propovijedati. Radi toga ga uhvate saraceni i tri ga dana mučiše, dok u mukama ne svrši život. Na samrti ispripovjedi što mu je sv. Ante prorekao i izjavi, da ga moraju držati za velikog proroka.
Jednom zamole sv. Antuna da reče nadgrobno slovo na sprovodu nekog lihvara, koji je krivičnim načinom bio stekao silno bogatstvo. Svoj govor otpoče riječima iz sv. Evanđelja: „Gdje je vaše blago tamo će biti i vaše srce”. Na koncu govora reče pokojnikovoj rodbini, neka otvore sanduke pokojnika i tamo će naći njegovo srce. I doista otišavši kući i otvorivši sanduke nađu među novcima još vruće srce pokojnog lihvara.

### Strah nečistih duhova
Jednoga dana propovijedaše sv. Ante u Puy-u. Za propovijedi pristupi sotona u liku glasonoše k jednoj gospođi i reče joj, neka odmah ode s propovijedi, jer da su joj sina dušmani napali i ubili. Ali svetac odmah opazi varku sotone, dovikne gospođi, neka se ne uznemiruje, jer joj je sin potpuno zdrav i taj glasonoša da je nečisti duh. Tako je i bilo, ter ovaj iščezne kao dim.
Kako je naš izvanredni ugodnik Božji svakom riječi neumorno kršio vlast nečistoga duha na zemlji, upotrijebio je nečisti duh svako sredstvo, da sv. Antu uništi. Jednom ga prihvati za vrat i htjede ga udaviti. Ali svetac ga otjera riječima pjesme bl. Gospi. O slavna djevice, uzvišena na sve zvijezde.
Drugi put slomi sotona propovjedaonicu, na kojoj je govorio sv. Ante. Tim je mislio utjerati strah i sveca i slušatelje te prekinuti propovijed. Ali svecu, koga su anđeli štitili, ništa se ne dogodi i puk, koga je on već prije sjetio na sotoninu zlobu, ostade posve miran. Narod donese drugi stol za propovijed, a sv. Ante nastavi oduševljeno riječ Božju.

## Štovanje
Sv. Antun zaštitnik je franjevačkog reda, četiriju biskupija (Padova, Lisabon, Paderborn i Hildesheim), Portugala, Tivta, zaljubljenih, bračnih drugova, žena, djece, putnika, potlačenih i siromaha. U narodu se smatra pomoćnikom kod neplodnosti i porođaja te zaštitnikom od demona, groznice, kuge, brodoloma, rata, vodene bolesti (hidropsije, od koje je i sam bolovao) i očnih bolesti. Zabilježeno je da su udavače preporučivale sv. Antunu u izboru muža, ali i majke koja su se preporučivale sv. Anti za dovoljno mlijeka za uspješno dojenje. Svetačke oznake su mu ljiljan, procvjetali križ, riba, knjiga i plamen, a od renesanse se prikazuje s djetetom Isusom u naručju.
Među zabilježenim legendama, ističe se i nekoliko izvorno hrvatskih, poput legende o spašavanju šesterih kćeri (pripovijedane u Ostrovici kod Poljica), legende sa stećka sv. Ante u Pidrišu (planini kod Uskoplja, uz koju se veže običaj bosonogog hodočašćenja vjernika Gornje Rame i Uskoplja), legenda o slijepcu koji je na Antunov zagovor ozdravio, no, prekršivši zavjet ponovno oslijepio (iz Podbablja) i dr.
Najpoznatija pobožnost jest tzv. »Trinaest utoraka sv. Antuna«, koja se sastoji od posta (»žežinjanje«), molitve devetnice, nerijetko krunicom sv. Ante uz tzv. »lize« (obilaženje oko oltara ili svečeva kipa na koljenima) i bogoslužja trinaest utoraka zaredom prije Antunova, na trinaest Antunovih »gracija« (milosti). Na misama uočnicama često se pjeva popijevka »Ako tražiš čudesa mol se svetom Anti«, običaj uvriježen u Hercegovini (posebno u Humcu i okolnim selima). U Poljicima se blagdan sv. Antuna naziva Antun trišnar jer u to vrijeme zriju trešnje, a takav običaj postoji i u Donjoj Rami. U selima oko Ljubuškog, Kaštel Novom i Podbablju uoči Antunova palio se krijes (»svitnjak«). U Kaštel Novom djeca su hodala selom vičući »Svetom Anti lozja«, na što bi mještani darovali lozja i drva za paljenje svitnjaka na rivi. Na sličan se način palio svitnjak iznad Podbablja. U mnogim mjestima domaćin ili domaćica škropili bi svetom vodom kuće, staje, dvorišta, vrtove, polja, voćnjake i druga prebivališta ili gospodarske zgrade.
God. 1266. posvećena mu je novosagrađena crkva u Bihaću, koja je, nakon osmanlijskog osvajanja Bihaća 1592. pretvorena u džamiju, zvanu Fetija. Uz negdašnju se crkvu nalazio i dominikanski samostan. Prema pismu generala franjevačkog reda knezu Rodoziju Vladimiroviću, u 14. st. postojali su u Mostaru (na Radobolju) crkva i samostan sv. Ante, koji su srušili Turci 1570. jer se tamo skrivao duvanjski biskup fra Danijel Vladimirović. Posvećene su mu mnogu župne crkve u Hrvatskoj i Bosni i Hercegovini, ali i crkva na Zvezdari (u Beogradu) i Nikincima. Na groblje sv. Ante u Vidoševićima kod Travnika hodočaste buduće majke, majke i nerotkinje. Običaj je u brojnim hrvatskim crkvama imati kip ili oltar sv. Antuna. U Kaštel Sućurcu na Antunovo je bio uvriježen blagoslov djece i ljiljana uz ophod ulicama grada. U Kaštel Lukšiću od 1692. djeluje Bratovština
sv. Antuna Padovanskog. U Bolu na Braču su se uoči sv. Onte blagoslivljale trave te su žene ubirale 13 vrsta trava (za 13 svečevih milosti) koje su žene donosile u crkvu na blagoslov. Pri prolasku kraj crkve sv. Ante običaj je bio reći: »Svieti Antonij od trinaest gracijih doj mi barem jednu.« Mještani Krivog Puta časte ga kao zaštitnika stoke, utjecavši mu se da »odškapula blago od zmije, vuka, ujidi, tata, škrape«, pri ujedu zmije, izvođenju stoke na ispašu, pred teljenje krave uz zaziv: »Sveti Ante, pomozi da se riješi.« Krivopućani po običaju ne rade na Antunovo, a uoči spomendana kuhaju zelje i meso - zelje se na blagdan daje stoci, a rasolom od skuhanog zelja stoci se mažu njuške.
Vjeruje se da bi stoka tako bila zaštićena od ujeda zmija. Na Prilovu se na Visu na dan sv. Antonija održava ophod oko cijelog mjesta s kipom sv. Antonija, pri čemu se, dotad »gubavo« i prehladno more, blagoslovi te se otad u njemu i smije kupati. Ophod su obično pratile i brodice uz rivu. Na Komiži se slavi sv. Antunij, kome je posvećena i crkvica u Oključini, do koje se hodočasti na brodovima. Nakon bogoslužja, blagoslova kuća i okrjepe te procesijom od Gospe Gusarice hodočaste do druge crkve i natrag. U Gornjim Vinjanima pripreme za »dernek« (proslavu) sv. Ante traju cijelu godinu. Odijevale su se narodne nošnje i najsvečanije ruho te se na derneku plesalo tradicijsko kolo čija se koreografija prenosila s naraštaja na naraštaj. Mlade djevojke mjesecima uoči blagdana sklanjale su lice i noge od sunca kako bi na derneku pokazale očuvanu bijelu put, rumeni obrazi smatrali su se simbolom zdravlja, a valovita kosa i duge pletenice odrazom ljepote. U Bugojnu na Antunovo vjernici mole krunicu sv. Ante i Vjerovanje, a običaj je pritom obići crkvu klečeći ili ju hodom okružiti trinaest puta. U Ljubotićima je običaj postiti za vrijeme moljenja devetnice uoči blagdana, uz blagoslov djece na misi uočnici (zadnjega dana devetnice).
U paškoj Novalji obilježava se Antunja, dan grada i svečev blagdan. U Čakovcu se tradicijski održava višednevno Antunovsko proštenje sa središnjom proslavom u crkvi sv. Antuna Padovanskog. Veliko proštenje je i u Bjelovaru, 13. lipnja svake godine bude i po osam svetih misa u crkvi sv. Antuna Padovanskog

## Vanjske poveznice

### Sestrinski projekti
|  | Zajednički poslužitelj ima još gradiva o temi Sveti Antun Padovanski |
|  | Wikizvor ima izvorni tekst Trinaest utoraka sv. Antunu Padovanskom   |
|  | Wikicitati imaju zbirke citata o temi Antun Padovanski               |

### Mrežna sjedišta
- Arnold de Serrano: Cvjetići svetog Antuna / Knjiga čudesa (izvor iz 14. st.)  Arhivirana inačica izvorne stranice od 9. kolovoza 2016. (Wayback Machine)
- Misli svetog Antuna za svaki dan u godini  Arhivirana inačica izvorne stranice od 9. kolovoza 2016. (Wayback Machine)